# Mythic Quest
Mythic Quest (cunoscut și ca Mythic Quest: Raven's Banquet în primul sezon) este un serial de televiziune american de comedie creat de Charlie Day, Megan Ganz și Rob McElhenney pentru Apple TV+. Premiera serialului a fost la 7 februarie 2020 și prezintă un producător fictiv de jocuri video care dezvoltă un popular MMORPG denumit Mythic Quest.

## Premisă
Serialul urmărește un dezvoltator de jocuri fictiv care produce Mythic Quest, un joc popular MMORPG. Studioul este condus de creatorul jocului și directorul de creație, Ian Grimm (Rob McElhenney). La începutul primului sezon,  studioul este la un pas de a lansa un pachet de expansiune denumit  Raven's Banquet. Grimm are o serie de discuții cu directorul de producție Poppy Li (Charlotte Nicdao); șeful contabilității Brad Bakshi (Danny Pudi) și cu scriitorul principal C.W. Longbottom (F. Murray Abraham).